# 怕且路
怕且路（1873年1月19日—1956年3月30日），加拿大卑詩省政治人物，卑詩自由黨籍。
生於安大略省胡士托，為蘇格蘭裔。早年（1890年代）從事新聞工作。1908年移居卑詩省鲁拔太子港，後當選該市市長。1916至1945年任卑詩省省議會議員，代表魯拔太子港選區。1933至1941年任卑詩省第22任省長，任內曾計劃收購育空地區，以將其併入卑詩省。亦先後擔任卑詩省土地廳長（1916至1928年）、布政司（1927至1928年）、反對黨領袖（1929至1933年）、鐵路廳長（1933至1937年）、律政廳長（1937及1941年）、工務廳長（1939年）、教育廳長（1941年）、財政廳長（1941年）。1941年因不願與卑詩保守黨組成聯合政府而落選。1956年於卑詩省維多利亞去世，享壽83歲。

## 外部連結
- The Canadian Encyclopedia （页面存档备份，存于）